# Cebus cesarae
Cebus cesarae är en art i underfamiljen kapuciner som förekommer i norra Sydamerika. Populationen infogades en längre tid som synonym i Cebus versicolor (som ibland klassificeras som underart till vitpannad kapucin (Cebus albifrons)). Efter genetiska studier från 2012 och 2017 godkänns den som art.

## Utbredning
Arten lever i nordöstra Colombia i dalgången av floden Río Cesar i departementen Cesar, Magdalena och La Guajira. Den vistas i torra lövfällande skogar, i galleriskogar och i mangrove.

## Hot
Beståndet hotas av landskapsförändringar när skogarna omvandlas till betesmarker, odlingsområden för oljepalmer och till gruvdriftssamhällen. Enligt uppskattningar från 2013 finns endast 20 procent av det ursprungliga landskapet kvar. Exemplar dödas när de hämtar sin föda från odlingsmark och flera individer fångas och hölls som sällskapsdjur. IUCN listar Cebus cesarae som starkt hotad (EN).